# Matriu de rotació
En àlgebra lineal, una matriu de rotació és la matriu que representa una rotació a l'espai euclidià. Per exemple, la matriu
{\displaystyle {\begin{pmatrix}\cos \theta &-\sin \theta \\\sin \theta &\cos \theta \\\end{pmatrix}}}
representa la rotació de θ graus del pla (2 dimensions) en sentit antihorari. Encara que en la majoria de les aplicacions es consideren rotacions en dues o tres dimensions, les matrius de rotació poden definir-se en espais de qualsevol dimensió. Algebraicament, una matriu de rotació R és una matriu ortogonal de determinant igual a 1:
{\displaystyle R^{T}=R^{-1},\quad \det(R)=1.}
Com que la multiplicació de matrius no té efecte sobre el vector zero (l'origen de coordenades), les matrius de rotació només poden ser usades per a descriure rotacions sobre l'origen del sistema de coordenades. Les matrius de rotació proporcionen una descripció algebraica d'aquestes rotacions. Les matrius de rotació són quadrades i amb valors reals (encara que es poden definir sobre altres cossos). Més específicament, poden ser caracteritzades com a matrius ortogonals amb determinant 1; és a dir, una matriu quadrada R és una matriu de rotació si R⊤ = R−1 i det(R) = 1. En alguns casos, el terme de rotació és generalitza per incloure rotacions impròpies, caracteritzades per matrius ortogonals amb determinant −1 (en comptes d'1). Aquestes combinen rotacions amb reflexions (que inverteixen orientació).
El conjunt de totes les matrius de rotació de dimensió n×n forma un grup que es coneix com a grup de rotacions (o grup ortogonal especial) SO(n). El cas especial més comú és la rotació a l'espai de 3 dimensions, descrita pel grup SO(3) usat sovint en geometria, física, informàtica i navegació. El conjunt de totes les matrius ortogonals de dimensió n amb determinant 1 o −1 forma el grup ortogonal (general) O(n).

## En 2 dimensions

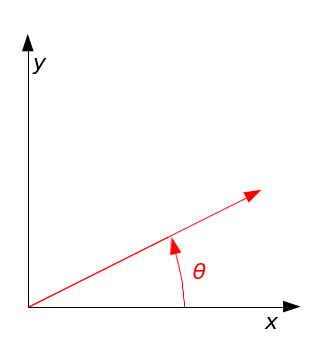
Un gir cap a l'esquerra d'un vector a través de l'angle θ. El vector està inicialment alineat amb l'eix x.

En dues dimensions tota matriu de rotació té la següent forma:
{\displaystyle R(\theta )={\begin{pmatrix}\cos \theta &-\sin \theta \\\sin \theta &\cos \theta \\\end{pmatrix}}}.
Per rotar un vector columna es fa mitjançant la següent multiplicació de matrius:
{\displaystyle {\begin{pmatrix}x'\\y'\\\end{pmatrix}}={\begin{pmatrix}\cos \theta &-\sin \theta \\\sin \theta &\cos \theta \\\end{pmatrix}}{\begin{pmatrix}x\\y\\\end{pmatrix}}}.
Per tant, després de la rotació les coordenades (x',y') del punt (x,y) són :
{\displaystyle x'=x\cos \theta -y\sin \theta \,},
{\displaystyle y'=x\sin \theta +y\cos \theta \,}.
El sentit de gir és antihorari vector, si θ és positiu (per exemple, 90 °), i en sentit horari si θ és negatiu (per exemple, -90 °).
{\displaystyle R(-\theta )={\begin{pmatrix}\cos \theta &\sin \theta \\-\sin \theta &\cos \theta \\\end{pmatrix}}\,}.
Nota: el cas de dues dimensions és l'única no trivial (per exemple, una dimensió) cas en què el grup de rotació matrius és commutativa, de manera que no importa l'ordre en què es realitzen múltiples rotacions.

## En 3 dimensions
Les següents matrius exemplifiquen les tres rotacions bàsiques sobre els eixos x,y, i z respectivament (rotacions bàsiques d'un gimbal)
{\displaystyle {\begin{alignedat}{1}R_{x}(\theta )&={\begin{pmatrix}1&0&0\\0&\cos \theta &-\sin \theta \\[3pt]0&\sin \theta &\cos \theta \\[3pt]\end{pmatrix}}\\[6pt]R_{y}(\theta )&={\begin{pmatrix}\cos \theta &0&\sin \theta \\[3pt]0&1&0\\[3pt]-\sin \theta &0&\cos \theta \\\end{pmatrix}}\\[6pt]R_{z}(\theta )&={\begin{pmatrix}\cos \theta &-\sin \theta &0\\[3pt]\sin \theta &\cos \theta &0\\[3pt]0&0&1\\\end{pmatrix}}.\end{alignedat}}}
Cadascuna d'aquestes rotacions bàsiques es produeixen cap a l'esquerra quan l'eix al voltant del qual es produeixen apunta cap a l'observador i el sistema de coordenades és de mà dreta. Rz, per exemple, giraria cap a l'eix y un vector alineat amb l'eix x.